# محمد لامين ديابي
محمد لامين ديابي فاديجا (بالإنجليزية: Mohamed Lamine Diaby-Fadiga) (مواليد 19 يناير 2001) هو لاعب كرة قدم فرنسي محترف يلعب كمهاجم لنادي باريس.